# Selman Waksman
Selman Abraham Waksman (ngày 22 tháng 7 năm 1888 – ngày 16 tháng 8 năm 1973) là một nhà hóa sinh và nhà vi sinh học người Mỹ đã đoạt giải Nobel Sinh lý và Y khoa năm 1952.

## Tiểu sử
Selman Waksman sinh ngày 22.7.1888 trong một gia đình Do Thái ở Nova Pryluka, một làng nông thôn gần Kiev, trong Đế quốc Nga, nay là Ukraina. Ngay sau khi nhận bằng tốt nghiệp từ trường Trung học cấp II thứ 5 ở Odessa, Ukraine, ông di cư sang Hoa Kỳ năm 1910 và nhập quốc tịch Mỹ 6 năm sau.
Waksman theo học Rutgers College (nay là Đại học Rutgers), đậu bằng cử nhân khoa học về nông nghiệp năm 1915, năm sau ông đậu bằng thạc sĩ khoa học. Trong thời gian nghiên cứu tự bồi dưỡng, ông làm việc dưới sự hướng dẫn của J. G. Lipman ở Trạm thực nghiệm nông nghiệp New Jersey của Đại học Rutgers, nghiên cứu về vi sinh học trong đất. Sau đó Waksman vào làm nghiên cứu sinh ở Đại học California tại Berkeley và đậu bằng tiến sĩ khoa hóa sinh ở đây năm 1918. Rồi ông trở về tham gia ban giảng huấn của Phân khoa Hóa sinh và Vi sinh học ở Đại học Rutgers.

## Sự nghiệp
Waksmandgsgsg nghiên cứu các hợp chất hữu cơ— phần lớn là các sinh vật sống trong đất— và sự phân hủy của chúng đã đẩy mạnh việc khám phá ra Streptomycin, cùng nhiều thuốc kháng sinh khác. Ông là giáo sư môn hóa sinh và vi sinh học ở Đại học Rutgers trong 4 thập niên. Công trình nghiên cứu của ông đã dẫn tới việc khám phá ra trên 20 thuốc kháng sinh (từ này do ông đặt ra) và các trình tự tiến hành sản xuất đã dẫn tới việc phát triển nhiều thuốc kháng sinh khác. Số tiền thu nhập từ các bằng sáng chế của ông đã được dùng để tài trợ một quỹ nghiên cứu vi sinh học, quỹ này thiết lập Viện Vi sinh học Waksman tọa lạc ở khu trường sở Busch của Đại học Rutgers tại Piscataway, New Jersey (Hoa Kỳ).
Chính ở đại học Rutgers, đội nghiên cứu của Waksman đã khám phá ra nhiều thuốc kháng sinh, trong đó có actinomycin, clavacin, streptothricin, streptomycin, grisein, neomycin, fradicin, candicidin, candidin, cùng nhiều thuốc khác. Hai thuốc trong số đó - streptomycin và neomycin – đã được áp dụng rộng rãi trong chữa trị vô số bệnh nhiễm trùng. Streptomycin là thuốc kháng sinh đầu tiên có thể dùng để chữa lành bệnh lao. Waksman đã tạo ra thuật ngữ antibiotics (thuốc kháng sinh).

### Streptomycin
Mặc dù Waksman đã nghiên cứu họ sinh vật Streptomyces từ khi còn là sinh viên, nhưng các chi tiết và công trạng về việc khám phá ra việc dùng nó như thuốc kháng sinh streptomycin bị một trong các sinh viên của Waksman là Albert Schatz không thừa nhận, dẫn tới vụ tranh chấp. Ban đầu Đại học Rutgers và Waksman kịch liệt phủ nhận các luận cứ của Albert Schatz, nhưng tài liệu lưu trữ của chính Selman Waksman, được dự án lịch sử Electronic New Jersey đưa ra ánh sáng, đã cho Waksman và Đại học Rutgers biết là họ bị rắc rối. Lưu trữ ngày 14 tháng 10 năm 2008 tại Wayback Machine Vụ tranh chấp này kết thúc bằng một sự dàn xếp quan trọng và quyết định chính thức là Waksman và Schatz được coi là người đồng phát hiện ra streptomycin. Schatz phát hiện ra streptomycin khi làm việc trong phòng thí nghiệm của Waksman và sử dụng các thiết bị của ông.
Năm 2004, tác giả Inge Auerbacher cùng viết chung với Schatz quyển Finding Dr. Schatz: The Discovery of Streptomycin and a Life It Saved. Sách này ghi chép việc khám phá streptomycin của Schatz và cuộc gặp Auerbacher, nạn nhân sống sót của cuộc diệt chủng Do Thái, người đã được hưởng thuốc kháng sinh này của anh. Một tài liệu mang cùng tên, "Finding Dr. Schatz" Lưu trữ ngày 11 tháng 2 năm 2012 tại Wayback Machine, do Richard Colosi ở Rochester, New York viết, sẽ được xuất bản năm 2009.

### Neomycin
Cũng giống như streptomycin, Neomycin được lấy ra từ actinomycetes do Hubert A. Lechevalier, một sinh viên đã tốt nghiệp làm việc chung với ông. Việc phát hiện này đã được đăng trên báo Science (Khoa học).

## Giải thưởng và Vinh dự
Sau năm 1940 Waksman đã đoạt nhiều giải thưởng và vinh dự, như Ngôi sao Mặt Trời mọc, do Nhật hoàng trao tặng, và Bắc đẩu bội tinh hạng Commandeur của Pháp.
Năm 1952 ông đoạt giải Nobel Sinh lý và Y khoa "cho việc khám phá ra "streptomycin" thuốc kháng sinh đầu tiên có hiệu lực chống lại bệnh lao", mặc dù sự kiện thuốc này thực ra đã được khám phá bởi Albert Schatz, một sinh viên của Waksman đã tốt nghiệp, nghiên cứu dưới sự hướng dẫn của ông.

### Giải Nobel
Đã có cuộc tranh luận về việc có hay không đưa tên Schatz vào giải Nobel năm 1952 cho việc phát hiện ra streptomycin, tuy nhiên có sự hiểu ngầm là giải Nobel không chỉ thưởng cho việc phát hiện ra streptomycin mà còn cho việc phát triển các phương pháp và kỹ thuật dẫn tới việc phát hiện này cùng việc phát hiện ra nhiều thuốc kháng sinh khác.
Năm 2005 Selman Waksman được chỉ định là một ACS National Historical Chemical Landmark để nhìn nhận sự quan trọng của việc chiết ra trên 15 thuốc kháng sinh, trong đó có streptomycin, thuốc kháng sinh đầu tiên có hiệu lực để trị bệnh lao.

## Từ trần
Selman Waksman từ trần ngày 16.8.1973 và được an táng tại nghĩa trang Crowell ở Woods Hole, quận Barnstable, Massachusetts. Mộ bia của ông chỉ ghi đơn giản "Selman Abraham Waksman: nhà khoa học" và tiếp theo là ngày sinh và ngày từ trần, một lời diễn giải thích hợp (ghi công trình trọn đời của ông) của một câu thơ trong Sách Isaiah của nhà tiên tri Do Thái Isaiah, được khắc bằng cả tiếng Hebrew lẫn tiếng Anh như sau "Đất sẽ mở ra để ơn Cứu độ nẩy mầm".

## Tặng dữ
Waksman đã lập ra Quỹ Vi sinh học Waksman Waksman Foundation for Microbiology năm 1951 (Foundation History) bằng phân nửa các tiền bản quyền phát minh của cá nhân ông. Trong cuộc họp của Ban quản trị Quỹ này vào tháng 7 năm 1951 ông đã đề xuất việc xây dựng một cơ sở để nghiên cứu vi sinh học, đặt tên là Viện Vi sinh học Waksman, tọa lạc tại khu trường sở Busch của Đại học Rutgers ở Piscataway, New Jersey.

## Các tác phẩm
Selman Waksmandfggg là tác giả hoặc đồng tác giả của trên 400 bài khảo luận khoa học, cũng như 28 sách khác và 14 sách nhỏ về khoa học, trong đó có:
- Enzymes (1926)
- Humus: origin, chemical composition, and importance in nature (1936, 1938)
- Principles of Soil Microbiology (1938)
- My Life with the Microbes (1954) (an autobiography)